# Sabrina Jonnier
Sabrina Jonnier (ur. 19 sierpnia 1981) – francuska kolarka górska, wielokrotna medalistka mistrzostw świata i Europy, zdobywczyni Pucharu Świata w four crossie oraz czterokrotna zdobywczyni Pucharu Świata w downhillu.

## Kariera
Pierwszy sukces w karierze Sabrina Jonnier osiągnęła w 1998 roku, kiedy zajęła trzecie miejsce w klasyfikacji dualu w Pucharze Świata w kolarstwie górskim. Dwa lata później zdobyła brązowy medal w tej samej konkurencji podczas mistrzostw świata w Sierra Nevada. W zawodach tych wyprzedziła ją jedynie rodaczka Anne-Caroline Chausson oraz Amerykanka Tara Llanes. Na rozgrywanych w 2002 roku mistrzostwach w Kaprun Jonnier była trzecia we frour crossie, za Chausson i Katriną Miller z Australii. Podczas mistrzostw świata w Lugano zdobyła dwa srebrne medale: we frour crossie i downhillu (obie konkurencje wygrała Chausson). Od tej pory Francuzka skupiła się tylko na zjeździe, zdobywając w tej konkurencji jeszcze pięć medali: srebrne na MŚ w Livigno (2005), MŚ w Val di Sole (2008) i MŚ w Livigno (2010) oraz złote podczas MŚ w Rotorua (2006) i MŚ w Fort William (2007). Ponadto wielokrotnie stawała na podium klasyfikacji końcowej Pucharu Świata w downhillu, w tym zwyciężała w latach 2003, 2005, 2007, 2009 i 2010. Jonnier trzykrotnie stawała również na podium klasyfikacji końcowej Pucharu Świata we frour crossie, przy czym w sezonie 2004 okazała się najlepsza. Sześciokrotnie zdobywała medale mistrzostw Europy, w tym cztery złote: w dualu (St. Wendel 2001), w downhillu (Kapadocja 2007 i St. Wendel 2008) i w four-crossie (St. Wendel 2008).